# Armalause
L'Armalause est une rivière affluente de l'Eygues dans la Drôme provençale et des Hautes-Alpes.

## Géographie
Il prend sa source à l'est de Chauvac-Laux-Montaux. Il rejoint l'Eygues à Roussieux. La longueur de son cours est de 10,5 km.

## Départements et villes traversés

### Hautes-Alpes
- Saint-André-de-Rosans

### Drôme
- Chauvac-Laux-Montaux, Roussieux

## Principaux affluents
L'Armalause a quatre ruisseaux et rivières affluents référencés :
- Ruisseau de Ramette (référence SANDRE : V5301120)
  - Ruisseau de Chenevières (référence SANDRE : V5301100)
- Torrent du Chancelier (référence SANDRE : V5300620)
  - Torrent des Gravières (référence SANDRE : V5301180)
  - Torrent de Gournier (référence SANDRE : V5301200)
- Ruisseau de Baron (référence SANDRE : V5301160)
  - Ruisseau des Tuisses (référence SANDRE : V5301140)
- Ruisseau de Crémas (référence SANDRE : V5301220)